# 山下太郎 (西洋古典学者)
山下 太郎（やました たろう、1961年12月18日 - ）は、西洋古典学者、ラテン語学者。主要な研究対象はウェルギリウス。現北白川幼稚園園長、私塾「山の学校」代表。

## 履歴
京都市生まれ。京都府立鴨沂高等学校を経て、1985年京都大学文学部卒業、京都大学大学院文学研究科修士課程修了、1990年京都大学大学院文学研究科博士課程退学。京都大学助手、京都工芸繊維大学講師・助教授を務めた後、学校法人北白川学園理事長及び北白川幼稚園園長に就任。

## 著書
- 『ローマ人の名言88』牧野出版、2012年。ISBN 9784895001526。
- 『しっかり学ぶ初級ラテン語 文法と練習問題』ベレ出版、2013年。ISBN 9784860643669。
- 『しっかり身につくラテン語トレーニングブック 文法の知識を定着させる練習問題』ベレ出版、2015年。ISBN 9784860644314。
- 『ラテン語を読む―キケロー「スキーピオーの夢」』ベレ出版、2017年。ASIN B074W2WG3V。ISBN 9784860645106。
- 『お山の幼稚園で育つ』世界思想社〈こどものみらい叢書〉、2018年。ISBN 9784790717126。
- 『ウェルギリウス『アエネーイス』第Ⅰ巻「序歌」を読む』2020年。ASIN B088NT64W6。 Kindle版
- 『カエサル『ガリア戦記』第Ⅰ巻をラテン語で読む 1-6節: すべての単語の文法説明』2020年。ASIN B085GJ92JB。30節まで。Kindle版

### 翻訳
- ネポス『英雄伝』上村健二 共訳、国文社〈叢書アレクサンドリア図書館 第3巻〉、1995年。ISBN 9784772003971。講談社学術文庫、2024年。ISBN 9784065363638
- キケロ『キケロー選集 11：哲学IV  神々の本性について、運命について』五之治昌比呂 共訳、岩波書店、2000年。ISBN 9784000922616。
- プラウトゥス『カシナ　ローマ喜劇集 2』京都大学学術出版会〈西洋古典叢書〉、2001年。ISBN 9784876981250。
- テレンティウス『兄弟　ローマ喜劇集 5』京都大学学術出版会〈西洋古典叢書〉、2002年。ISBN 9784876981397。

### 論文
- 「ウェルギリウスの歴史叙述 : 『アエネイス』第6巻の解釈を中心として」『西洋古典論集』第11巻、京都大学西洋古典研究会会、2002年、118-135頁。

### 音楽
- 『ファイナルファンタジーVIII』の「Liberi Fatali」のラテン語訳
- 『大乱闘スマッシュブラザーズX』(Wii)の「大乱闘スマッシュブラザーズX メインテーマ[3]」「ファイアーエムブレムのテーマ(スマブラXバージョン)[4][注 1]」のラテン語訳（いずれも歌詞原案は桜井政博）